# TCLA
株式会社TCLA（ティシーエルエー）は、かつて存在した自動車販売業者。自動車買取店・中古車販売店・新車ディーラー運営、及び自動車オークション事業を行っていた。IT関連企業クインランド（2007年10月に倒産）の100％連結子会社であったが、2007年7月31日に清算された。
社名は、「Total Car Life Agent」を意味していた。

## 概要
クインランドの創業事業であった自動車販売部門が、クインランドの純粋持株会社移行に伴い、2005年3月分社化して設立された。
ガリバーのフランチャイズ店、自社ブランドの輸入中古車専門店・オーラッシュの経営のみならず、いくつかの自動車ディーラーとも資本提携し、アルファロメオやフィアット、ロータス、TVRの世紀代理店業務も行っていた。
しかし、クインランドのリストラにより事業の売却が決定。2006年4月にクインランド・カーズの100％子会社となった。その際、それまで持っていた車買取専門店・中古車販売店・新車ディーラー運営・オークション事業・中国中古車販売事業から、 輸入新中古車の販売事業へと特化することになった。
2007年6月28日、TCLAのオーラッシュ5店舗での輸入中古車売買事業と、オーラッシュボディファクトリーおよびサンク大阪（サービス）工場でのサービス事業を、豊田通商に売却すると発表された。売却対象は、神戸、宝塚、豊中、奈良、京都のオーラッシュ5店舗とオーラッシュボディファクトリー、サンク大阪工場のサービス事業である。豊田通商がこれらの事業を買収するために設立した子会社「O-RUSHインターナショナル」が譲渡を受けた。
残された「サンク東京」「サンク福岡」の2店舗事業は株式会社キュビックに譲渡し、2007年7月31日に事業リストラは完了し、全ての営業を終了した。